# Херцогство Бар
Херцогството Бар (на немски: Herzogtum Bar) е херцогство на горното течение на река Маас в Горна Лотарингия в днешна Франция с център Бар ле Дюк.
Бар e през 955 г. графство, когато Фридрих I, по-късният херцог на Горна Лотарингия взема тези територии чрез размяна с епископа на Тул.
През 1354 г. Бар е издигнат в ранг на херцогство. През 1380 г. германската половина е обединена отново с Херцогство Лотарингия, Barrois mouvant остава при Франция.

## Графове на Бар

### Вигерихиди
- Фридрих I, † 978, син на пфалцграф Вигерих от Лотарингия, граф на Бар и 959 херцог на Горна Лотарингия
- Дитрих I, † 1027/33, негов син, граф на Бар и 978 херцог на Горна Лотарингия
- Фридрих II, † 1026, негов син, 1019 граф на Бар и сърегент в Горна Лотарингия
- Фридрих III, † 1033, негов син, 1027 граф на Бар и херцог на Горна Лотарингия
- София, † 1093, негова сестра, наследява Бар, ∞ ок. 1040 Лудвиг от Мусон, граф в Графство Пфирт и Алткирх, † 1073/76

### Дом Скарпон
- Дитрих I, † 1105, тяхен син, граф в Алткирх и Пфирт, 1093 граф на Бар
- Райналд I Еднооки, † 1149, тяхен по-малък син, граф на Бар и маркграф на Pont-à-Mousson
- Райналд II, † 1170, негов син, граф на Бар и Мусон 1149
- Хайнрих I, † 1190, негов син, граф на Бар и Мусон 1170
- Теобалд I, † 1214, негов брат, граф на Бар и Мусон 1191, 1198 граф на Люксембург (uxor nomine)
- Хайнрих II, † 1239, негов син, граф на Бар и Мусон 1214
- Теобалд II, † 1291, негов син, граф на Бар и Мусон
- Хайнрих III, † 1302, негов син, граф на Бар и Мусон 1291
- Едуард I, † 1336, негов син, граф на Бар и Мусон 1302
- Хайнрих IV, † 1344, негов син, граф на Бар и Мусон 1337
- Едуард II, † 1352, негов син, граф на Бар и Мусон 1349
- Роберт I, † 1411, негов брат, граф на Бар и Мусон 1352, херцог на Бар 1354

## Херцози на Бар

### Дом Скарпон
- Роберт I † 1411, херцог на Бар 1354
- Едуард III, † 1415, негов син, херцог на Бар 1411
- Лудвиг, † 1431, негов брат, епископ на Лангър, на Вердюн, кардинал, 1415 херцог на Бар, 1419 се отказва от херцогството за сметка на далечния му племенник Рене I от Анжу (договор от Saint-Mihiel)

### Млад Дом Анжу
- Рене I от Анжу Добрия, † 1480, титулар крал на крал на Йерусалим и Неапол, граф на Прованс, херцог на Лотарингия, 1419 херцог на Бар като далечен племенник на Лудвиг
- Йоланда, † 1483, тяхна дъщеря, ∞ 1445 Фридрих II от Водемон, † 1470

### Дом Шатеноа
- Рене II, † 1508, 1473 херцог на Лотарингия, 1480 херцог на Бар

Херцогство Бар e съединено с Лотарингия.